# دلتا (میناس گرایس)
دلتا (به پرتغالی: Delta) یک منطقهٔ مسکونی در برزیل است که در میناز ژرایس واقع شده‌است. دلتا ۱۰۴ کیلومتر مربع مساحت و ۱۰٬۷۶۸ نفر جمعیت دارد و ۵۰۰ متر بالاتر از سطح دریا واقع شده‌است.